# 沃倫嶺
77°28′S 169°5′E / 77.467°S 169.083°E
沃倫嶺（英語：Warren Ridge）是南極洲的山嶺，位於羅斯島，處於凱爾山北坡，長3.7公里，最高點是海拔高度約1,100米的迪布爾峰，現時由南極條約體系管理。